# Liên đoàn bóng đá Djibouti
Liên đoàn bóng đá Djibouti (tiếng Pháp: Fédération djiboutienne de football); tiếng Ả Rập: اتحاد جيبوتي لكرة القدم) là tổ chức quản lý, điều hành các hoạt động bóng đá ở Djibouti. Liên đoàn quản lý đội tuyển bóng đá quốc gia Djibouti, tổ chức các giải bóng đá như vô địch quốc gia và cúp quốc gia. Hiệp hội bóng đá Djibouti gia nhập FIFA và CAF cùng năm 1994.